# Coincya wrightii
Coincya wrightii là một loài thực vật có hoa trong họ Cải. Loài này được (O.E.Schultz) Stace mô tả khoa học đầu tiên năm 1989.